# Grewia meridionalis
Grewia meridionalis är en malvaväxtart som beskrevs av René Paul Raymond Capuron. Grewia meridionalis ingår i släktet Grewia och familjen malvaväxter. Utöver nominatformen finns också underarten G. m. antandroy.